# Antikosmos
Antikosmos è il quarto album in studio della one man band Arckanum, pubblicato il 2008 dalla Debemur Morti Productions.

## Tracce
1. Svarti - 6:04
2. Dauðmellin - 4:36
3. Røkulfargnýr - 5:05
4. Blóta Loka - 5:13
5. Nákjeptir - 4:07
6. Eksortna - 1:28
7. Sú Vitran - 6:25
8. Formála - 4:06

## Formazione
- Shamaatae - voce, tutti gli strumenti